# Ana Paula Vázquez
Pour les articles homonymes, voir Vázquez.
Ana Paula Vázquez, née le 5 octobre 2000 à Ramos Arizpe,, est une archère mexicaine.

## Carrière
Elle termine 2e des Championnats du monde juniors 2019 à Madrid, perdant en finale face à la Colombienne Valentina Acosta Giraldo.
Lors des Jeux olympiques d'été de 2020, elle est éliminée au premier tour du tournoi individuel, n'ayant pu tirer sa dernière flèche à ause d'une rafale de vent. Elle perd alors face à la Brésilienne Ana Marcelle dos Santos, 6 à 2. La même année, elle remporte une médaille d'argent par équipes avec ses compatriotes Aída Román et Alejandra Valencia face aux Sud-Coréennes lors des Championnats du monde 2021.
Aux Jeux de 2024, Vázquez remporte la médaille de bronze par équipes avec Alejandra Valencia et Ángela Ruiz face aux Néerlandaises, 6 à 2.